# ブリオレットカット

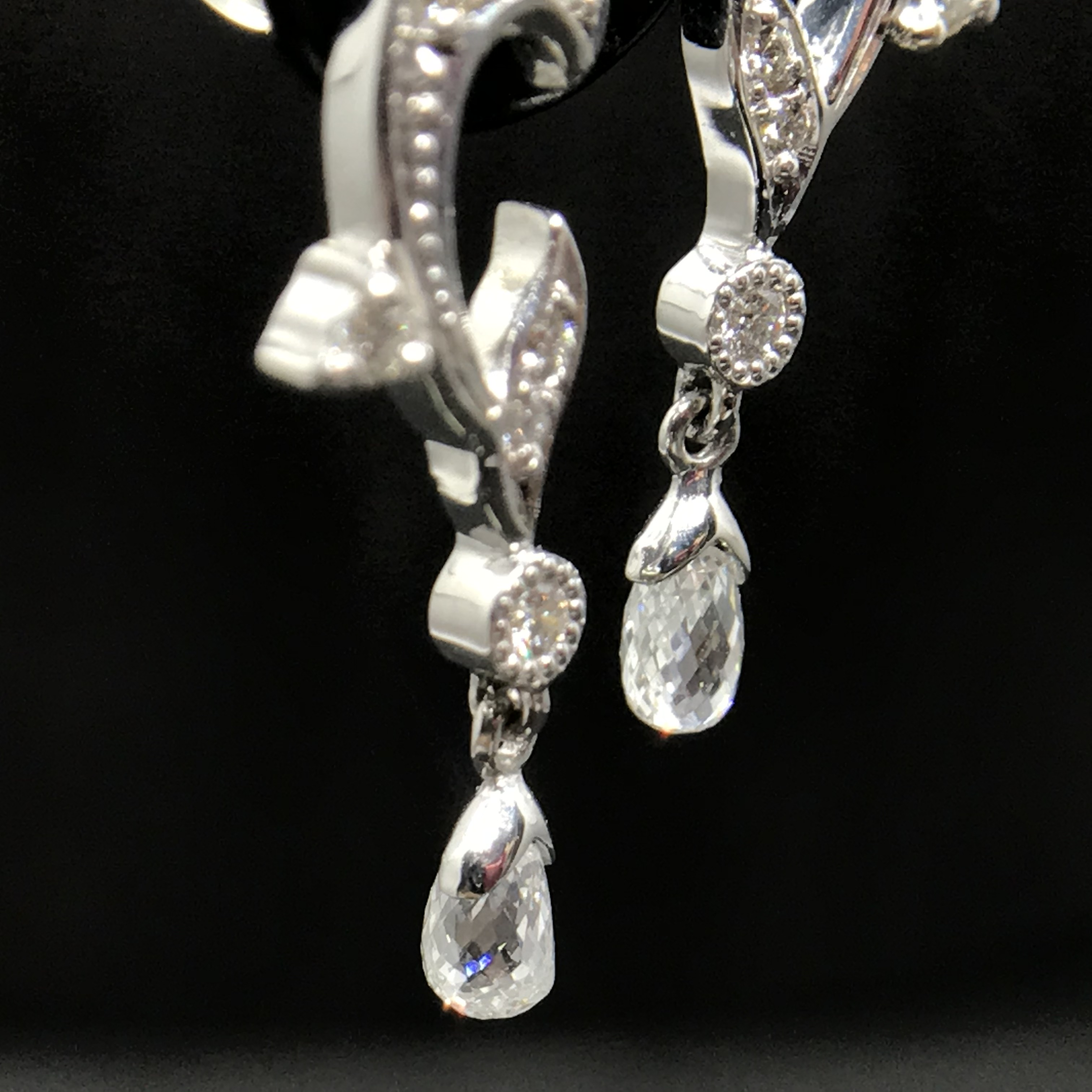
ブリオレットカットのダイヤモンドが使用されたピアス。（ジュエリーショップ・バウレットより）

ブリオレットカットとは、涙型の宝石を数多くの小さなファセットで囲うようにカットしたもの。
歴史は古く、1476年頃、ベルギーのロドウィク・バークエムが考案したといわれ、アンティークとしてヴィクトリアン時代から親しまれていた。アンティークのティアラや、ヴィクトリア朝、エドワード朝、アール・デコの時代からのエステートジュエリー（代々伝わる宝飾品）などにも使用される。サファイヤや半貴石のカラーストーンに数多く見られるが、稀にダイヤモンドにも施される。

## カットについて
一般的なダイヤモンドのカットとして施される「テーブル、クラウン、パビリオン」などの区別はない。非常に技術が必要となるカットの為、熟練職人でも一日に5個から10個を仕上げられるほど。
ファセット（宝石の表面に角度の違う多数の切子面）を見せるための特有のカット数のために、ブリオレット・カットは上から下へと仕上げていく必要がある。ファセット数はおよそ84、数が多ければ多いほど輝きも増す。

## 使用される天然石について
ブリオレットカットは、サファイヤや半貴石のカラーストーンに数多く見られるが、稀にダイヤモンドにも施される。
高度な技術を要し、職人が手作業でカットを行う上に、ダイヤモンドの代表的なラウンドブリリアントカットの大きさと比較すると、何倍ものカラット数（重量）を必要とされ、とても希少なために高値で取引される。大変手間がかかる贅沢なカットのため、ブリオレットカットのダイヤモンド製品が市場に出回ることは少ない。アンティーク調ジュエリー愛好家が増えたこともあり、安価で小ぶりなダイヤモンドを使用し、ファセット数を減らして10万円以下の手頃な価格のブリオレットカットも販売されている。